# Samuel F. B. Morse

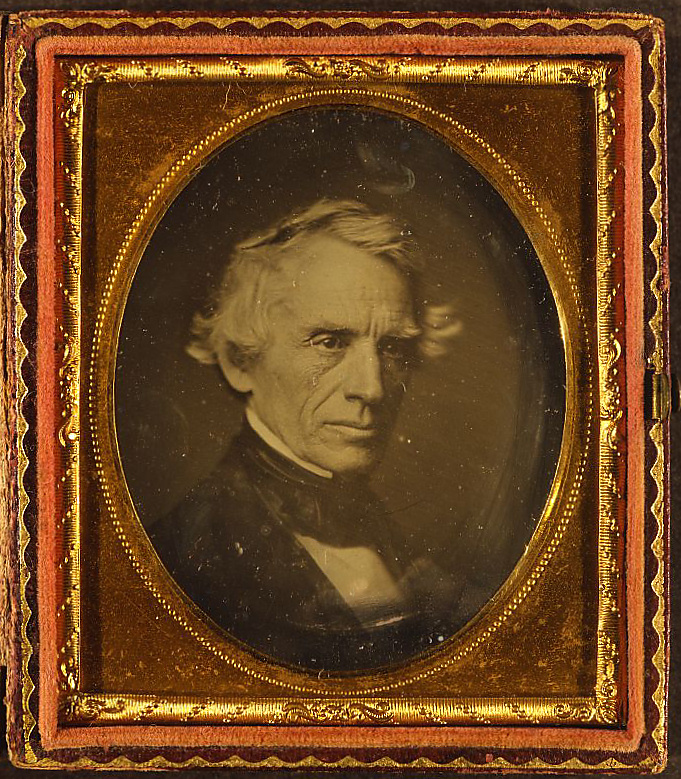
Samuel Finley Breese Morse (1845, durch Goldtonung veredelte Daguerreotypie)

Samuel Finley Breese Morse (* 27. April 1791 in Charlestown, Massachusetts; † 2. April 1872 in New York) war ein US-amerikanischer Erfinder und Professor für Malerei, Plastik und Zeichenkunst. Morse entwickelte ab 1837 einen einfachen Schreibtelegrafen (Morseapparat) und gemeinsam mit seinem Partner Alfred Vail einen frühen Morsecode in der später als Land Line Code oder American Morse Code bezeichneten Form. Damit schuf Morse die praktischen Voraussetzungen für die elektrische Telegrafie.

## Leben

### Herkunft und Studium
Samuel Morse war der älteste Sohn des calvinistischen Geistlichen und Geographen Jedidiah Morse und Elizabeth Ann Finley Breese. Nach dem Besuch der Phillips Academy in Andover, Massachusetts, absolvierte er das College von Yale (heute Yale University). Während er in Yale war, hörte er auch Vorlesungen über Elektrizität bei Benjamin Silliman sr. und Jeremiah Day. Er verdiente sich einen Teil der College-Gebühren durch das Malen von Miniaturen, die er für fünf Dollar pro Stück verkaufte. Hier lernte er auch einige der besten und hellsten Köpfe in Amerika kennen, so z. B. John C. Calhoun, Washington Irving und James Fenimore Cooper. Er machte 1810 am College von Yale seinen Abschluss.

### Leben als Maler

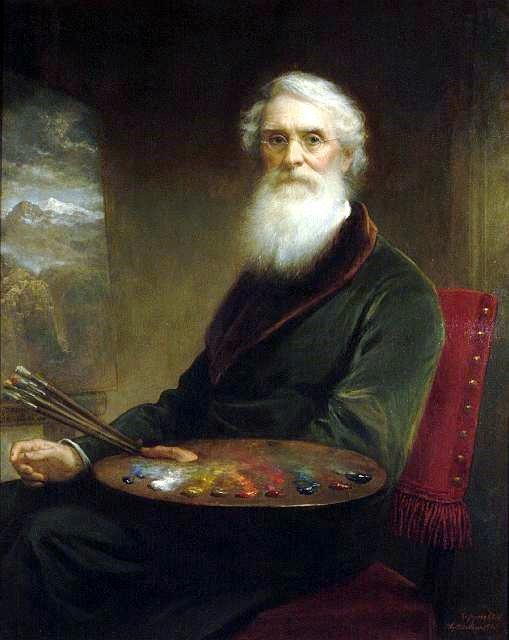
Der Maler Morse – Gemälde posthum 1900 von Daniel Huntington

Bald nachdem er seinen Abschluss gemacht hatte, lernte er Washington Allston kennen, einen Künstler, der damals in Boston lebte und der nach England zurückkehren wollte. Allston war Morses Begabung durch das Gemälde „Landing of the Pilgrims“ aufgefallen und er schloss mit Samuels Vater einen Vertrag, in dem dieser die finanzielle Unterstützung seines Sohnes für drei Jahre zusicherte. Am 15. Juli 1811 segelten sie mit der „Lydia“ nach England. Morse studierte nicht nur unter Allston, sondern auch unter John Singleton Copley und Benjamin West, der Leiter der Royal Academy of Arts war. Mit Allston, den er zeitlebens als Meister verehrte, blieb er in enger Verbundenheit. Ende 1811 wurde er in die Royal Academy aufgenommen, wo er sofort der neo-klassischen Kunst verfiel, hier besonders Michelangelo und Raphael. Er studierte und zeichnete die Anatomie nach Modellen und produzierte sein Meisterwerk: ein Tonmodell „The Dying Hercules“, der in Pose und Muskulatur auf dem Laokoon basiert. Für die Skulptur erhielt er im Adelphi in London den Ersten Preis der Society of the Arts, eine Goldmedaille. 1814 malte Morse sein letztes klassizistisches Bild „Das Urteil des Jupiter“. 1815 kehrte er nach Amerika zurück.
Morse konnte von seiner Malerei kaum leben. Für ein Porträt erhielt er nur 15 Dollar. Weil der amerikanischen Kunstszene sowohl die Förderung durch Institutionen als auch die Unterstützung durch private Gönner fehlten, war Morse gezwungen, seine grandiosen Pläne anzupassen, und er erkannte bald, dass die Porträtmalerei das einzige einträgliche Genre war.
Zu den von ihm Porträtierten gehörte zum Beispiel Nathan Smith (1762–1829), der erste Chirurgieprofessor der Yale University.

#### Morses Porträt von John Adams

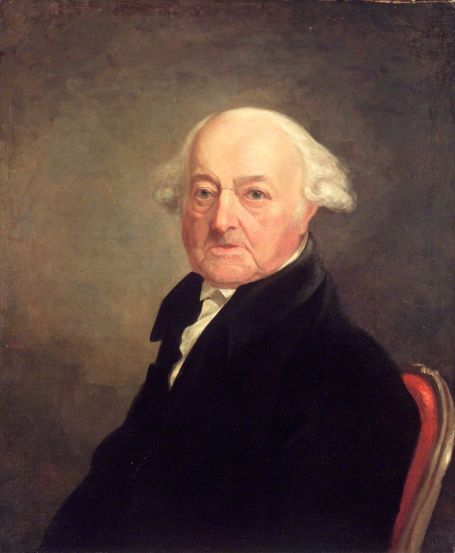
John Adams porträtiert von Samuel Morse (1816)

Samuel F. B. Morses unerbittlich sachliches Porträt des ehemaligen Präsidenten John Adams war sowohl das Ergebnis eines wichtigen Auftrags des führenden Verlegers Joseph Delaplaine (1777–1824) in Philadelphia als auch die Ursache einer der ersten professionellen Enttäuschungen des Künstlers.
Als Morse im Herbst 1815 aus London nach Boston zurückkehrte, war er zuversichtlich, dass sein erfolgreiches Studium an der Royal Academy seinen zukünftigen Erfolg in Amerika bestätigen würde. Im Vorfeld seiner Ankunft hatte er in einem Brief an seine Eltern erklärt, dass er plane, mit dem Malen von Porträts sofort zu beginnen, gegen ein Honorar, das vierzig Dollar unter dem von Gilbert Stuart lag. Somit würde er genug verdienen, um innerhalb eines Jahres mit mehr wichtigen Aufträgen in den Händen nach England zurückzukehren. Die Umstände waren härter als erwartet, aber mit der Zeit erhielt der junge Künstler das Angebot mehrerer Kommissionen von Delaplaine. Außerdem hatte sein gut vernetzter Vater mit seinen Verbindungen bereits im Namen seines Sohnes John Adams mitgeteilt, dass dieser ein Porträt von ihm zu malen wünsche.
Bereits im Sommer 1814 hatte Joseph Delaplaine begonnen, mit einem extravaganten Prospekt Werbung für eine Reihe von Bildbänden mit dem Titel Delaplaine’s Repository of the Lives and Portraits of Distinguished American Characters zu machen. Er hatte das Projekt mit einem erheblichen Gewinn vor Augen und beabsichtigte daher, nur sehr wenig für die Originalporträts, auf denen seine Gravur-Abbildungen basieren würden, zu zahlen. Zum Teil als eine Gunst für Morses Vater verpflichtete sich John Adams widerwillig, für das Porträt zu sitzen, und kommentierte: „Es scheint nicht der Mühe wert, eine Glatze, auf der achtzig Winter geschneit haben, zu malen.“
Morse beendete das Porträt offenbar in relativer Eile bei einem Aufenthalt in Adams’ Haus, denn am 10. Februar 1816 hatte Abigail Adams über das Porträt gesagt: „eine strenge, unangenehme Ähnlichkeit“. In seiner Direktheit und Ehrlichkeit zwar schockierend, war es doch eine Verbesserung gegenüber anderen frühen Porträts von Morse, die weder Substanz noch die körperliche Vitalität seiner Modelle vermittelt hatten. Die Entschlossenheit, mit der Morse die tiefen Falten und das schlaffe Fleisch dokumentiert, das reizlose Starren und die verkniffene, unwillkürliche Grimasse des älteren Menschen Adams, war sicherlich unerwartet. Adams’ eigene Reaktion auf Morses Porträt ist nicht überliefert.
Delaplaines Reaktion war schnell und negativ; er versuchte sofort, Adams von den Mängeln des Porträts zu überzeugen, und bemühte sich vergeblich, Zugang zu dem Porträt von Gilbert Stuart von Adams zu erhalten. In seiner Ablehnung des Porträts zitierte Delaplaine die harte Kritik der Fachkollegen des Künstlers und erklärte seine Absicht, Zahlungen gegenüber Morse zurückzuhalten. Durch die Abfuhr gedemütigt und frustriert von Gilbert Stuarts Beherrschung des Marktes für Porträts, hatte Morse seine künstlerische Arbeit in diesem Sommer vorübergehend aufgegeben.
Wie arm Morse zu jener Zeit war, zeigt eine Begebenheit, die General David Hunter Strother aus Virginia erzählte, der bei Morse Zeichenunterricht nahm: „Ich bezahlte ihm das Geld für den Unterricht und wir aßen zusammen zu Abend. Es war eine einfache, aber gute Mahlzeit, und nachdem Morse sie beendet hatte, sagte er: ‚Dies ist meine erste Mahlzeit in 24 Stunden. Strother, werden Sie kein Künstler. Es bedeutet Bettelei. Ihr Leben hängt von Leuten ab, die nichts von Ihrer Kunst verstehen und sich nicht darum kümmern. Ein Haushund lebt besser und nur das Feingefühl, das den Künstler zur Arbeit antreibt, hält ihn am Leben, um zu leiden.‘“

#### Das House of Representatives
Nachdem er als reisender Porträtmaler durch New Hampshire und Vermont gezogen war, lebte er für eine Weile in Charleston, South Carolina, und schließlich ließ er sich in New York City nieder. Für Morse jedoch veranschaulichte die Porträtmalerei den amerikanischen Materialismus. Wie Sir Joshua Reynolds sah er das historische Gemälde als höchsten Ausdruck der Kunst an. Er trat in die Fußstapfen seiner Landsleute Benjamin West und John Trumbull und modernisierte 1823 die historische Darstellung für ein amerikanisches Publikum mit dem Gemälde „House of Representatives“. Darin sind individuelle Porträts von Dutzenden Kongressabgeordneten, Richtern des Supreme Courts, Journalisten und Hausdienern enthalten, die an einer Regierung der Demokraten beteiligt waren.
1825 erhielt Morse den Auftrag, den Freiheitshelden Lafayette zu porträtieren. Die besten Bildnismaler seiner Zeit hatten sich um diesen Auftrag beworben. Endlich hatte er Erfolg. Das Ganzfigurenbild des alternden Helden Lafayette zeigt ihn vor einem flammenden Abendhimmel.
Das Bild bedeutet mit seinem romantischen Pathos und seiner eher nüchternen Zeichnung einen Höhepunkt der damaligen Porträtkunst in Amerika. Morse erhielt für das Bildnis 700 Dollar und außerdem die Hälfte des Verkaufserlöses eines Stiches, den Asher Durand nach diesem Bild angefertigt hatte.
Die Nachricht vom Tod seiner Frau bedrückte ihn schwer, zumal sie ihn erst erreichte, als seine Frau bereits beigesetzt war.
Im Jahre 1825 gehörte Morse mit der Bildung der New York Drawing Association zu den Wegbereitern und im folgenden Jahr zu den Gründern der National Academy of Design in New York; er wurde auch deren erster Präsident (1826–1845). Hier hielt er auch seine Vorlesungen über die Malerei, die erste 1826 („Lectures on the Affinity of Painting with the Other Fine Arts“).

#### Gallery of the Louvre
1829 segelte er nach Europa und bereiste England, Frankreich und Italien. Dabei besuchte er Paris und den Louvre zum ersten Mal. Nach einer Italien-Reise kam er zurück nach Paris und begann im September 1831 mit seinem Gemälde „Gallery of the Louvre“, das er ein Jahr später mit dem „europäischen“ Teil beendete und im November 1832 nach Amerika zurückkehrte. In Paris war eine Choleraepidemie ausgebrochen, die viele Einwohner zur Flucht aus der Stadt veranlasste. Morse war geblieben und trotzte der Gefahr, um sein Meisterwerk zu vollenden. Die Anordnung auf den Wänden besteht aus ca. 40 exquisiten Miniatur-Kopien der Werke von Raffael, Leonardo da Vinci, Tizian, Antonio da Correggio, Nicolas Poussin, Peter Paul Rubens, Anthonis van Dyck und Bartolomé Esteban Murillo sowie anderen Künstlern. Von Februar bis August 1833 beendete er sein Gemälde und stellte es in New York und New Haven, Connecticut aus. In die Bildmitte hatte er sich selbst gestellt, der seiner Tochter Susan scheinbar beim Kopieren hilft. Außerdem sind abgebildet: im Türrahmen C. James Fenimore Cooper, links in der Ecke dessen Frau Susan mit Tochter, vorne links im Bild F. Richard W. Habermas, Künstler und Zimmergenosse von Morse, sowie Horatio Greenough, Künstler und Mitbewohner. Rechts vorne vermutet man die Abbildung von Morses verstorbener Frau Lucretia Pickering Walker. Die Ausstellungen fanden Anklang bei den Kritikern, aber sie waren ein finanzieller Misserfolg. Im August 1834 verkaufte er die „Gallery of the Louvre“ mitsamt Rahmen für 1300 Dollar an George Hyde Clark. Das Gemälde war an die Syracuse University in New York ausgeliehen, die es 1884 kaufte. Nun erfüllte sich endlich Morses Wunsch, dass sein Gemälde amerikanischen Künstlern zum Lernen diente, die sich keine Europa-Reise leisten konnten. (1982 wurde es von Daniel J. Terra für die Sammlung der Terra Foundation for American Art erworben.)

#### Professor an der New York University

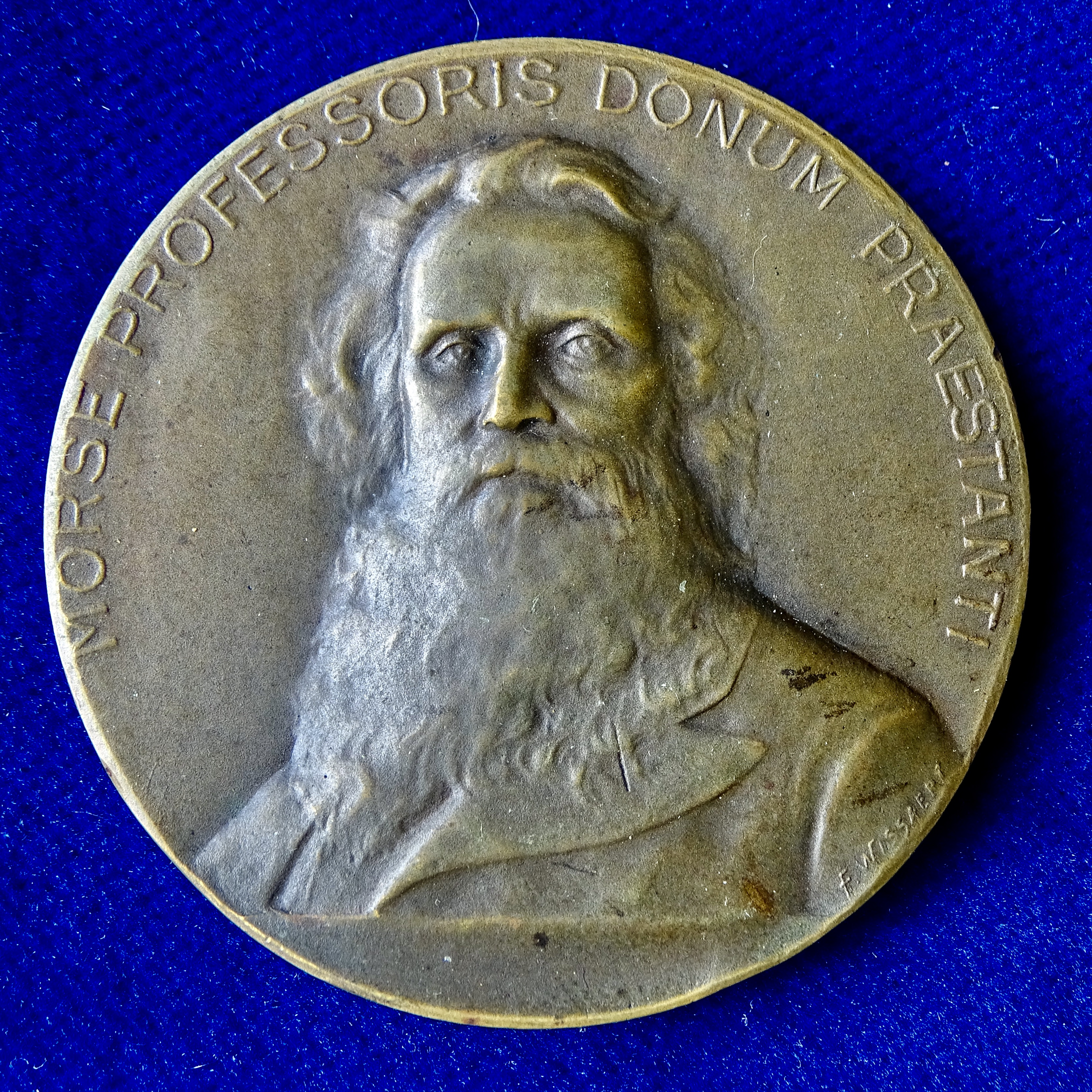
New York University Samuel F. B. Morse Medal für den besten Physikstudenten eines Jahres, Vorderseite

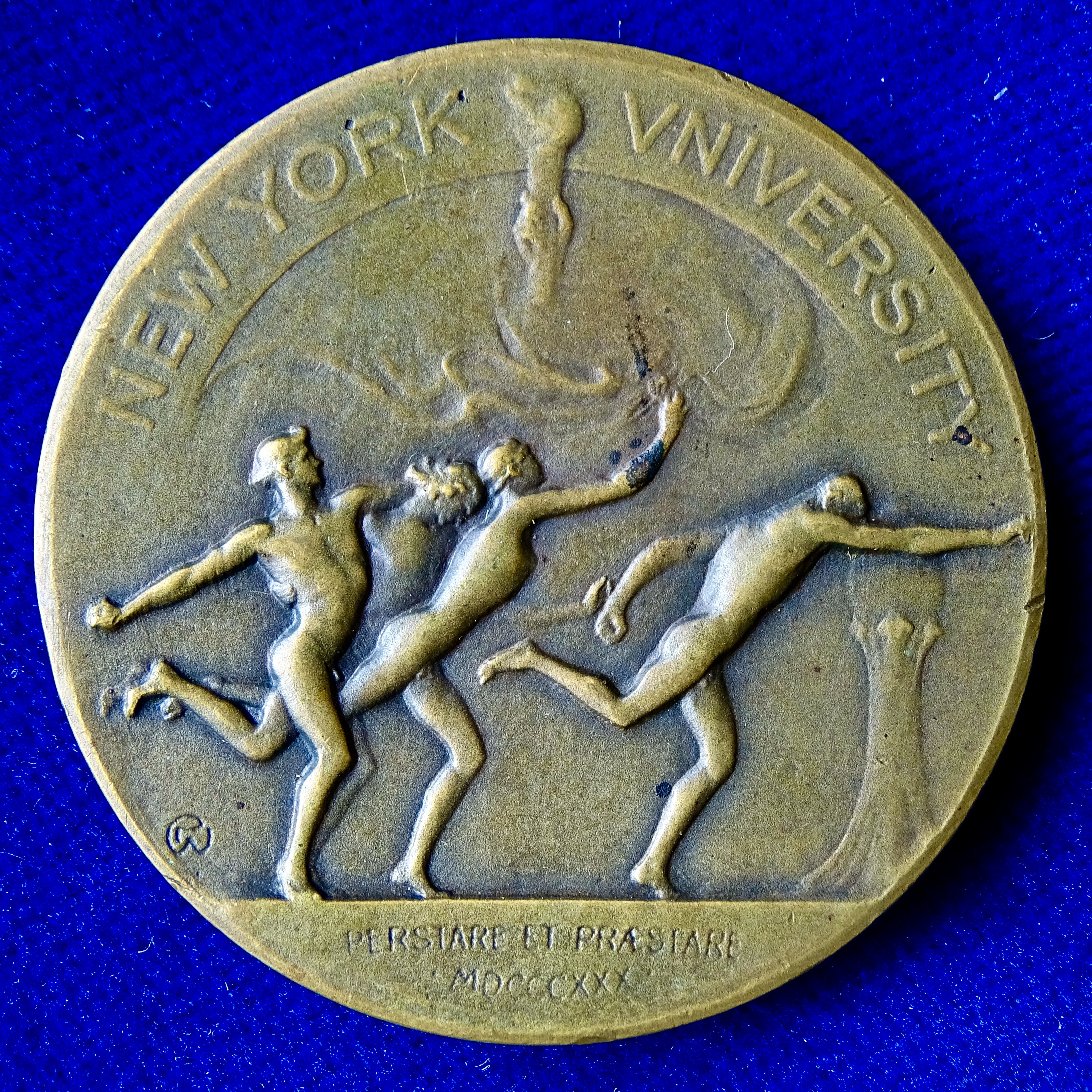
Die Rückseite der Samuel F. B. Morse Medal des belgischen Künstlers Paul Wissaert, gestiftet aus dem Nachlass von Morse

Im gleichen Jahr wurde er zum ersten Professor für Kunstgeschichte an der New Yorker Universität ernannt. In dem neu errichteten Universitätsgebäude im neo-gotischen Stil am Washington Square East bezog Morse den Nordwest-Turm als Studio sowie sechs weitere Räume für seine Studenten, die sowohl praktischen als auch theoretischen Unterricht erhielten. Als unbezahltes Mitglied der Fakultät kassierte er Studiengebühren direkt von seinen Studenten.
Auf der Rückreise im Herbst 1832 auf der SS Sully von Le Havre nach New York unterhielt Charles Thomas Jackson, der bei Claude Servais Mathias Pouillet in Paris studiert hatte, die Passagiere mit seinen elektrischen Geräten, wie einem Elektromagneten von Hippolyte Pixii und galvanischen Zellen. Man erörterte, Elektrizität zum Signalisieren zu verwenden.
Etwa gleichzeitig begann Morse sich für chemische und elektrische Experimente zu interessieren. Aus Drahtresten, Blechabfällen und seiner Wanduhr baute er 1837 den ersten Morseapparat, den er am 4. September 1837 erstmals vorführte. Bei dieser Vorführung war Alfred Vail anwesend.
1837 wurde er vom Kongress bei der Auftragsvergabe für das Ausmalen der Rotunde übergangen. Das traf Morse tief, und in diesem Jahr malte er auch sein letztes Kunstwerk.
In seinem Nachlass stiftete er eine Medaille, die von der New York University, Department of Physics, einmal jährlich dem besten Physikstudenten verliehen wird.

#### Werke (Auswahl)
| Bild | Titel                                     | Jahr    | Größe/Material                     | Ausstellung/Sammlung/Besitzer         |
| ---- | ----------------------------------------- | ------- | ---------------------------------- | ------------------------------------- |
|      | Marienkapelle bei Subiaco                 | 1830    | 21 cm × 27 cm, Öl auf Leinwand     | Art Museum, Worcester (Massachusetts) |
|      | Porträt der Mrs. Daniel de Saussure Bacot | um 1830 | 76,2 cm × 62,9 cm, Öl auf Leinwand | Metropolitan Museum of Art, New York  |

- Susan Walker Morse (The Muse) im Metropolitan Museum of Art in New York
- Einige von Samuel F. B. Morses Gemälden im Metropolitan Museum of Art in New York
- Gemälde von Samuel Morse im Museum of Fine Arts in Boston
- Porträt Maria Lucrezia Walker Morse, gemalt 1819, im Mead Museum des Amherst College

### Politische Aktivitäten
Aus einem angelsächsischen und streng protestantischen Elternhaus stammend pflegte Morse nativistische, fremdenfeindliche Überzeugungen und neigte der Know-Nothing Party mit ihren anti-katholischen Verschwörungstheorien zu. In Morses Augen stellten insbesondere katholische Einwanderer aus Irland und Deutschland eine Gefahr für die USA dar, da sie als Anhänger des Papstes versuchen würden, die Macht im Land an sich zu reißen. Im Jahr 1835 veröffentlichte er die polemische Schrift Imminent Dangers to the Free Institutions of the United States through Foreign Immigration. Darin forderte er, allen Einwanderern das Wahlrecht zu verweigern. Er selbst kandidierte erfolglos für das Amt des Bürgermeisters von New York.
In seiner im gleichen Jahr verfassten Schrift Foreign Conspiracy Against the Liberties of the United States warnte er vor den Vereinbarungen, die „unter der Leitung des gerissenen Fürsten Metternich von Österreich“ getroffen wurden. Versucht würde, dessen Ziel mit Hilfe einer Armee von Jesuiten zu erreichen.
Die spätere Entwicklung des Morse-Codes entsprang seinem Wunsch, der Regierung bei einem katholischen Aufstand eine Geheimschrift zur Verfügung zu stellen, um verdeckt kommunizieren zu können. Später erkannte er, dass eher die öffentliche Nutzung des Telegraphen dem Zusammenwachsen und damit der Stärkung der USA diene. Darin folgte er seinem Vater Jedidiah Morse, der sein 1789 veröffentlichtes Werk American Geography ausdrücklich mit dem Ziel verfasst hatte, das noch schwach ausgeprägte Nationalgefühl der US-Amerikaner zu fördern.
Die Sklaverei in den Vereinigten Staaten verteidigte er als eine Einrichtung, die es immer und überall gegeben habe und daher der Wille Gottes sei.

### Leben als Erfinder
Den ersten elektromagnetischen Telegraphen hatten im Jahr 1833 Carl Friedrich Gauß und Wilhelm Eduard Weber erfunden und gebaut, die auch das erste Telegramm sendeten. Den ersten brauchbaren Schreibtelegraphen hatte im Jahr 1836 Carl August von Steinheil konstruiert.
Da Morse Professor für Malerei und Bildhauerei war, überrascht es nicht, dass sein erster Telegraf aus einer Staffelei entstand. Am Rahmen war ein Pendel mit einem Stift aufgehängt. Unterhalb des Pendels zog ein Uhrwerk einen aufgerollten Papierstreifen. Solange kein Strom durch den Elektromagneten floss, zeichnete der Stift einen geraden Strich. Sobald aber Strom floss, zog ein Magnet das Schreibpendel an und auf dem Papier entstand ein V‑förmiger Zacken.

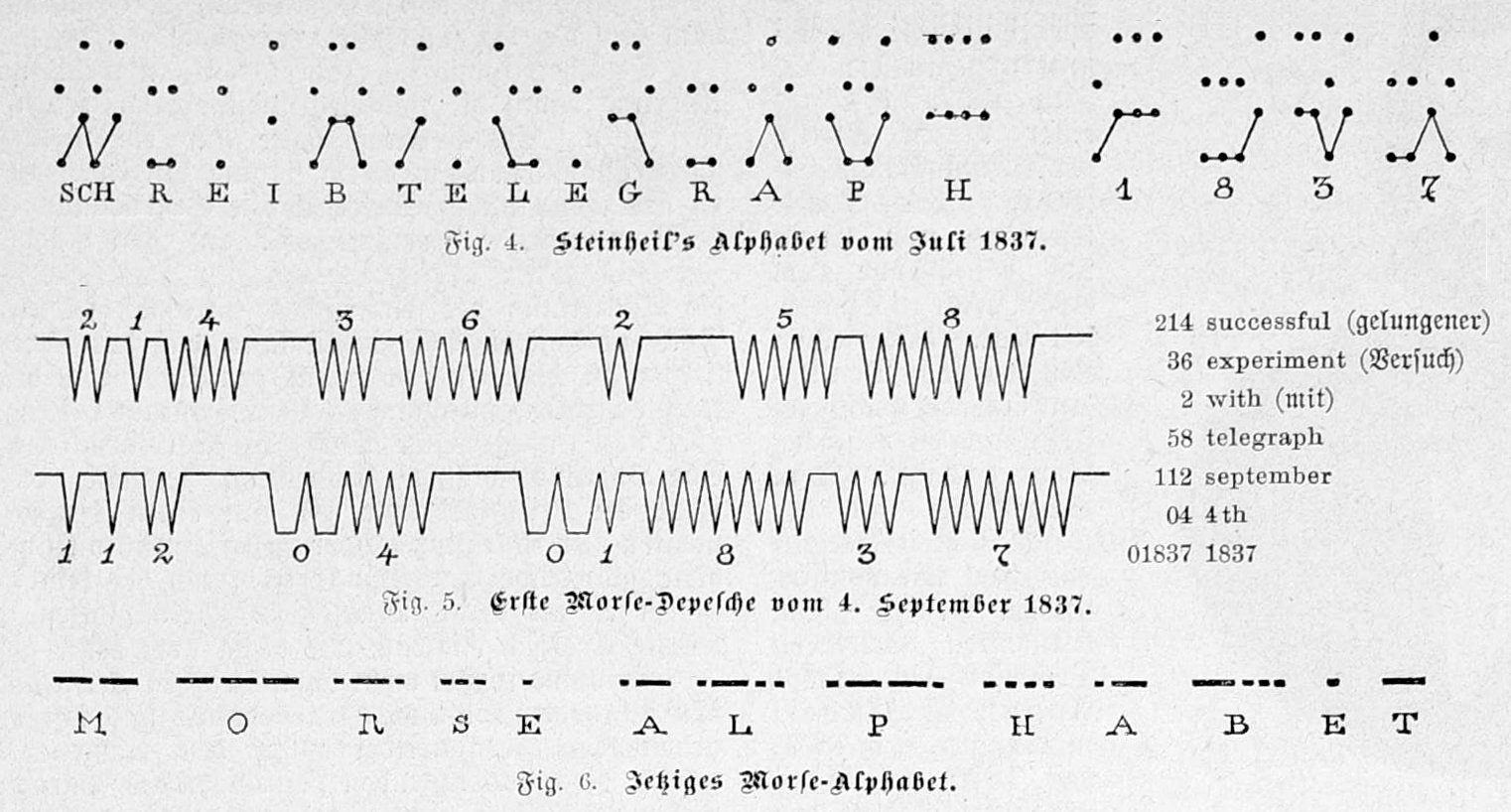
Morses erster Code (Mitte) vom 4. September 1837

Morse wählte anfangs eine Kodierung, dass ein Zacken für die Ziffer „1“ stand. Zwei Zacken für die Ziffer „2“ und so weiter bis zehn Zacken für die Ziffer „0“. Auf diese Weise stand eine Zackenfolge für eine der Ziffern (1, 2, …, 9, 0). Mehrere solche Ziffern zusammen bildeten Zahlen. Und Zahlen symbolisierten Wörter. Bei der ersten Vorführung stand auf dem Papierstreifen (Bild):
```
     214     36     2     58     112     04     01837
```

Das bedeutete:
```
    
gelungener Versuch mit Telegraph September 4 1837
```

Etwas später begrenzte er die Anzahl der Zacken auf fünf und entschied sich, die Ziffern „6“ bis „9“ sowie die „0“ auf gleiche Weise zu kodieren wie „1“ bis „5“, jedoch zur Unterscheidung dahinter eine längere Pause folgen zu lassen (siehe auch: Hintergrund zum Amerikanischen Morsecode).

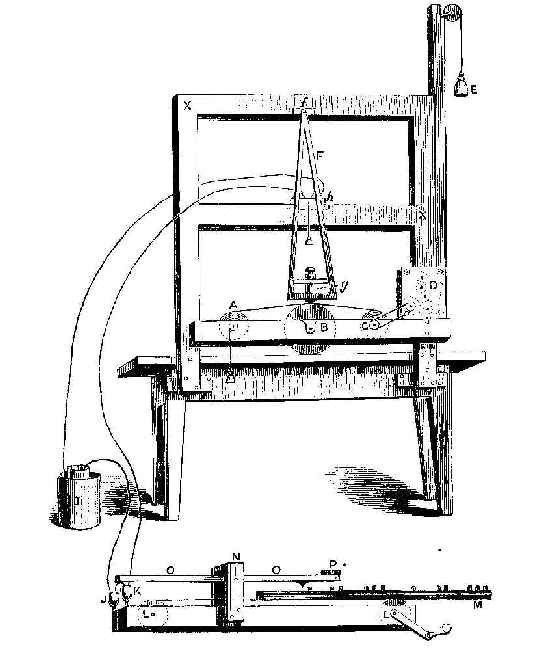
Morses erster Apparat, 1837

Diese ersten Versuche sah der Student Alfred Vail, der ein technisch geschickter Mitarbeiter Morses wurde und seinen Vater überredete, 2000 Dollar in die Entwicklungsarbeit zu investieren. Bereits am 23. September 1837 hatte er eine Partnerschaft mit Vail gebildet, die diesen verpflichtete, eine Reihe von Telegrafen-Instrumenten auf eigene Kosten zu bauen und dafür Patente einzureichen. Als Gegenleistung wurden Vail von Morse ¼ der Anteile an den Einnahmen aus den Patenten in den Vereinigten Staaten und die Hälfte von denen im Ausland zugesichert.
Morse merkte, dass seine sporadischen Versuche, mit Batterien, Magneten und Drähten zu arbeiten, ihn dem Verständnis der Elektrizität nicht viel näher brachten. Deshalb bat er einen Kollegen an der New York University um Hilfe, Professor Leonard D. Gale. Dieser war Professor in Chemie und vertraut mit der Arbeit von Joseph Henry, einem Pionier der Elektrizität in Princeton. Henry hatte eine entfernte Glocke zum Klingeln gebracht, indem er einen elektrischen Stromkreis öffnete und wieder schloss. Bereits 1831 hatte er einen Artikel veröffentlicht, der Morse unbekannt war, in dem er mit der Idee von einem elektrischen Telegrafen spielte. Gales Kenntnis von diesem Artikel und seine Hilfe sorgten nicht nur für die Beseitigung von Mängeln in dem System, sondern zeigten Morse, wie er mit einem Relais-System, das Joseph Henry erfunden hatte, die Kraft des Signals verstärken und Entfernungsprobleme lösen konnte. Henrys Experimente, Gales Hilfe und Alfred Vails Geschicklichkeit waren die Schlüssel zu Morses Erfolg.
Unter Vails Einfluss gab Morse den Zahlencode auf. Auf dem Papierstreifen standen jetzt kurze und lange Pendelablenkungen. Ohne die verbindenden Linien war dies schon der spätere, aus Punkten und Strichen zusammengesetzte Morsecode. Gesendet wurde mit einer Kontakttafel, in die kurze und lange Kupferplättchen eingesetzt waren. Strich man nun mit einem elektrisch leitenden Stift über die neben einem Buchstaben eingelassenen Plättchen, so wurde ein kurzer oder langer Stromstoß in der Leitung induziert. Der Telegrafist am Sender musste also nicht unbedingt den Code auswendig lernen. Dieses System wurde am 6. Januar 1838 von Morse und Vail mit Erfolg öffentlich vorgeführt.
Nach fünfjähriger Experimentierphase konnte Morse seinen Apparat patentieren lassen. Das United States Patent Office erteilte ihm am 20. Juni 1840 die Urkunde.
Zur gleichen Zeit suchte der US-amerikanische Kongress nach einem geeigneten System der optischen Telegrafie. Morse führte auch dem Kabinett seinen Telegrafen vor. Morse bat Präsident Martin Van Buren, ihm einen kurzen Satz zur Übertragung ins Ohr zu flüstern. Morse schaute in sein „Register“, in dem er die ca. 5000 am häufigsten gebrauchten Wörter notiert und ihnen Zahlen zugeordnet hatte. Er begann mit der Übertragung, während gleichzeitig an einem anderen Tisch Punkte und Striche auf einem Papierstreifen erschienen. Als die Übertragung beendet war, begann der Assistent den Code in Zahlen zu übertragen und danach in seinem „Lexikon“ nach den Wörtern zu suchen. Dann verkündigte er die empfangene Mitteilung „The enemy is near“ (Der Feind ist nahe). Die Anwesenden waren begeistert.
Die Kongressabgeordneten schienen nicht gewillt, die erforderliche Summe von 30.000 Dollar zu bewilligen. Lediglich der Vorsitzende des Handelskomitees, Francis Ormand Jonathan („Fog“) Smith aus Maine, erkannte die riesigen Möglichkeiten des Telegrafen sofort. Er bereitete eine Gesetzesvorlage vor, obwohl er wusste, dass diese zu der Zeit kaum Chancen hatte. Er äußerte den Wunsch, Partner in Morses Unternehmen zu werden, obwohl das ein Interessenkonflikt mit seinem Mandat war. Morse war einverstanden, denn er erkannte, dass er einen Förderer brauchte, der mit den Intrigen von Washington vertraut war – und eine weitere Quelle für Bargeld. Vail und Gale waren aus den gleichen Gründen einverstanden. Smith sollte rechtlichen Beistand liefern und für Morse und sich eine dreimonatige Europareise finanzieren, um Patentrechte in Europa zu erwerben. Sie unterzeichneten am 2. März 1838 eine entsprechende Vereinbarung. Morse blieb der Haupt-Anteilseigner. Smiths Anteil war 5/16, der von Alfred und George reduzierte sich auf jeweils 3/16. Alfred fuhr nach Speedwell, um zwei Apparate für Morses Europareise zu bauen.

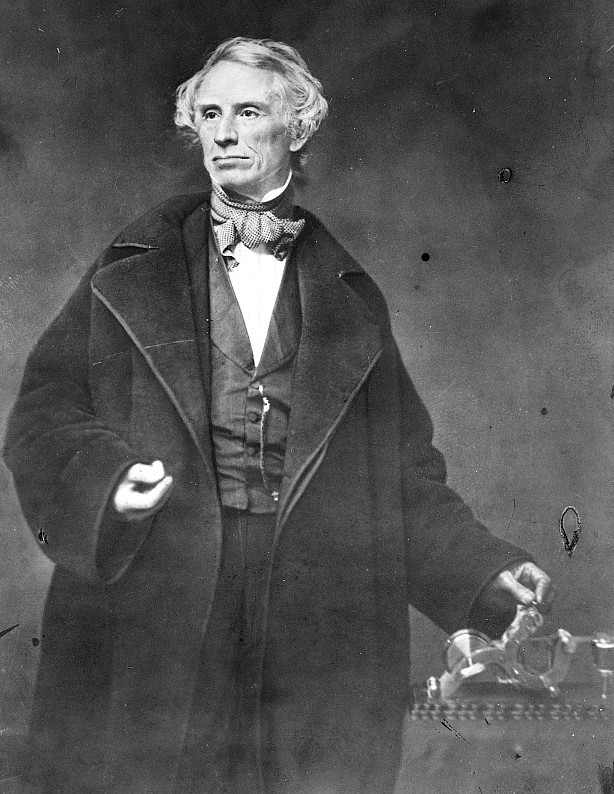
Morse 1850 mit linker Hand auf dem Telegrafen, Foto-Porträt von Matthew Brady

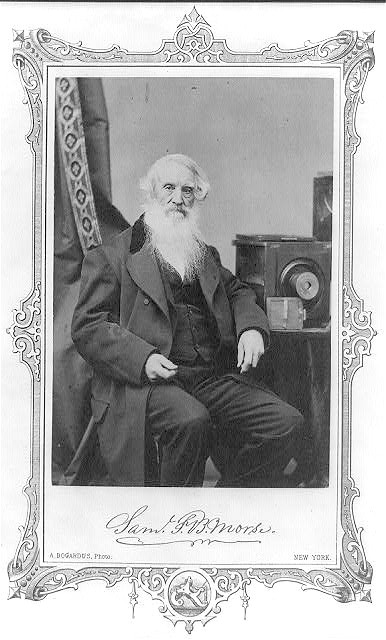
Foto von Morse mit Kamera und Glasplatten-Negativen 1872

In dieser Situation reiste Morse im Mai 1838 nach Europa, um dort Unterstützung zu finden. Er hatte auch dort keinen Erfolg, konnte aber zumindest die europäischen Konkurrenzsysteme studieren. Morse wurde von den Wissenschaftlern in jedem Land, das er bereiste, mit Anerkennung empfangen und er stellte seinen Apparat unter der Schirmherrschaft der Académie des sciences in Paris bzw. der Royal Society in London aus. Er erhielt ein Patent in Frankreich, das praktisch wertlos war, weil es von dem Erfinder verlangte, seine Entdeckung innerhalb von zwei Jahren in Betrieb zu nehmen. Außerdem unterstanden Telegrafen der Regierung und private Gesellschaften waren ausgeschlossen. Nach fast einem Jahr Abwesenheit kehrte Morse im Mai 1839 nach New York zurück und schrieb an Francis O. J. Smith, dass er ohne einen Pfennig in der Tasche zurückgekehrt sei und dass er sogar um seine Mahlzeiten habe betteln müssen. Noch schlimmer war für ihn, dass in seiner Abwesenheit Mietschulden aufgelaufen waren. Es folgten vier Jahre voller Sorgen und bitterer Armut. Er lebte von dem Zeichenunterricht, den er einigen Schülern gab, und Aufträgen für Porträts.
Nach der Rückkehr wurde der Apparat so umgebaut, dass der Stift in der Ruhestellung das Papier nicht mehr berührte. Erst wenn der Elektromagnet den Stift anzog, markierte er – je nach der Dauer des Stromflusses – einen Punkt oder einen Strich auf dem Papierstreifen. Jahrzehnte später entdeckte Morses Mitarbeiter Alfred Vail, dass sich die Zeichen auch akustisch entziffern ließen und nicht unbedingt auf einen Papierstreifen aufgezeichnet werden mussten. Dies führte zum Ersatz der ursprünglich verwendeten Morseschreiber durch Klopfer. Statt die Morsezeichen zu lesen, konnten sie nun gehört werden, was zu einer Vereinfachung und Verbesserung des Empfangs führte. 
1839 traf Morse in Paris Louis Daguerre, den Erfinder der Daguerreotypie, und veröffentlichte die erste amerikanische Beschreibung von diesem fotografischen Prozess. Morse wurde so einer der ersten Amerikaner, der eine Daguerreotypie-Aufnahme machen konnte. Er eröffnete zusammen mit John William Draper ein Foto-Studio in New York und unterrichtete einige Schüler, darunter auch den späteren Fotografen des Bürgerkrieges, Mathew B. Brady.
In der Zwischenzeit erhielten seine britischen Konkurrenten Charles Wheatstone und William Cooke mit ihrem Nadeltelegrafen in England bedeutende Hilfe von der Regierung und sie unternahmen alle Anstrengungen, den US-Kongress davon zu überzeugen, ihre Systeme in Amerika anzuwenden, während Morse sich abstrampelte, seine eigenen Landsleute von den Vorzügen seines Systems zu überzeugen.
Im Oktober 1842 experimentierte Morse mit Übertragungen unter Wasser. Zwei Meilen Kabel wurden zwischen The Battery und Governors Island im New Yorker Hafen versenkt und erfolgreich Signale gesendet. Dann beschädigte ein Schiff mit seinem Anker das Kabel; damit endete das Experiment.

### Die Versuchsstrecke Washington – Baltimore

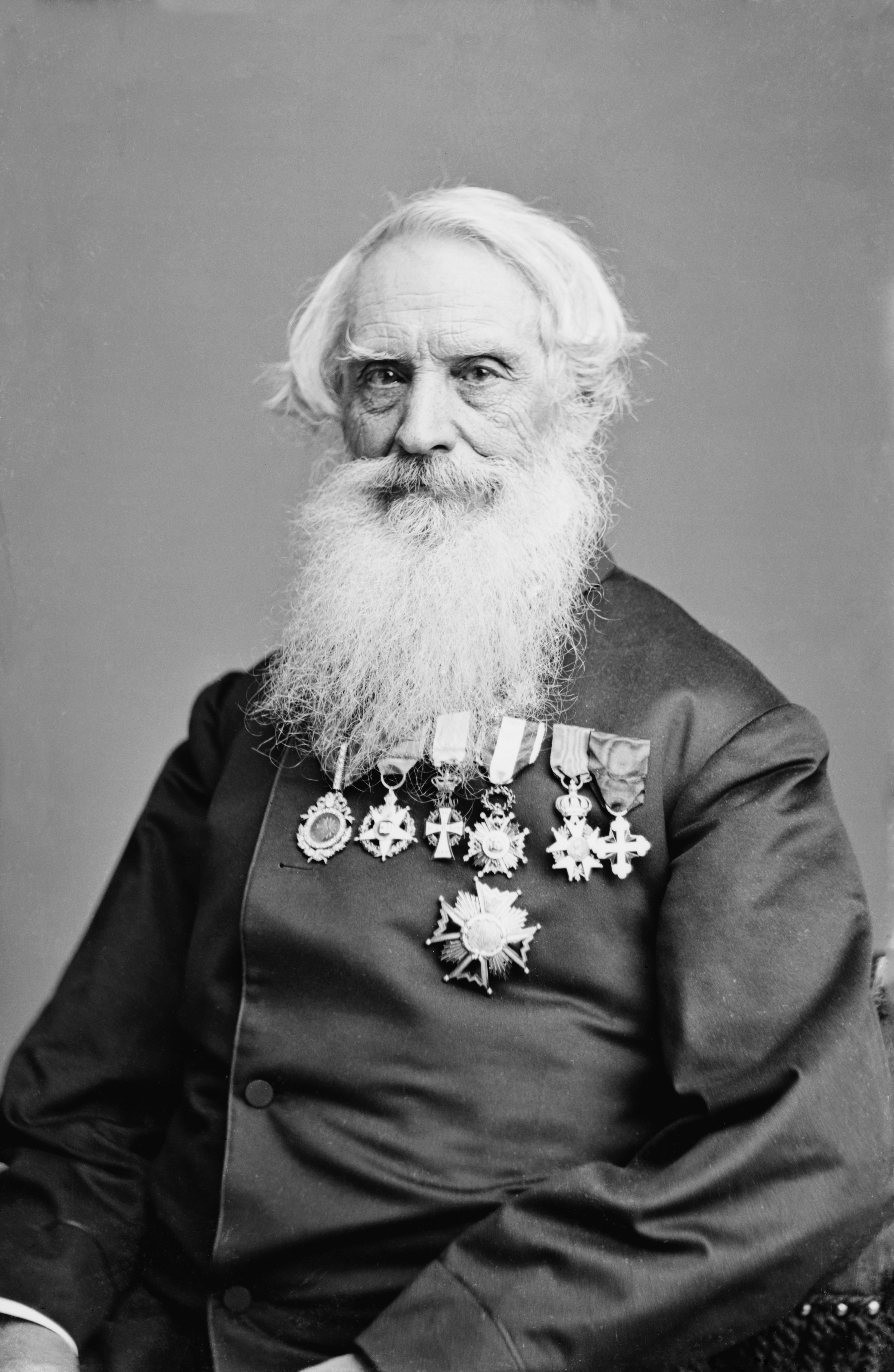
Samuel Morse 1866

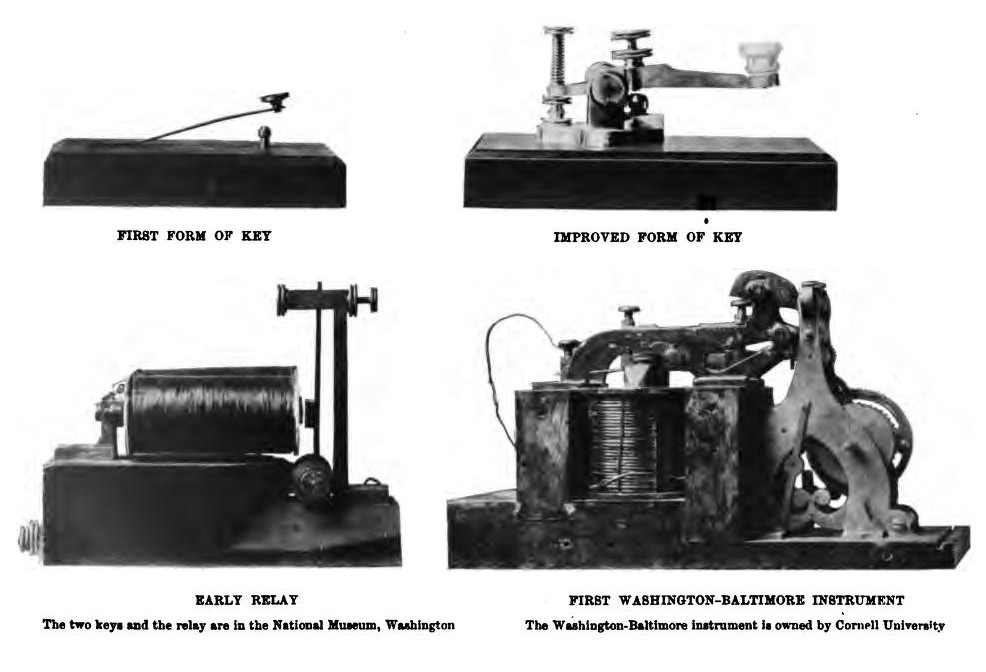
Die verschiedenen Entwicklungsstufen des Morse-Apparats bis 1844

Am 3. März 1843 bewilligte der Kongress 30.000 US-Dollar für den Bau der 60 km langen Telegrafenleitung von Baltimore, Maryland, nach Washington D. C. Mit dem Bau wurde einige Monate später begonnen. Mit Genehmigung des Finanzministers ernannte Morse die Professoren Gale und Fisher als seine Assistenten und auch Alfred Vail war wieder mit dabei. James C. Fisher überwachte die Herstellung des Kabels, seine Isolierung und das Einfügen in die Bleirohre, während Vail für die Magnete, die Batterien und für andere notwendige Dinge bis hin zu Säure, Tinte und Papier zuständig war. Gale stand zur Verfügung, wenn sein Rat gebraucht wurde, F. O. Smith schloss die Verträge mit den Firmen, die den Graben neben der Bahnlinie aushoben.
F. O. J. Smith konnte die Mitarbeit von Ezra Cornell gewinnen, der eine Maschine konstruierte, die für das in Bleirohren zu verlegende Kabel einen Graben aushob. Morse hatte sich diese angesehen und ihrem Einsatz zugestimmt. Cornell fungierte als Morses „Assistent“ und erhielt dafür 1000 Dollar im Jahr. Im Oktober 1843 begann Cornell, die Telegrafenkabel zu verlegen. Beim Einbringen in die Bleirohre war die Isolierung der Drähte zerkratzt worden. Fisher war verantwortlich für dieses Versagen, weil er die Kabel nicht überprüft hatte, bevor sie in das Bleirohr eingefügt wurden. Auch mit dem Lieferanten der Rohre, der Firma Serrell, beendete Morse daraufhin die Zusammenarbeit. Das gab viel Ärger, wie Morse an seinen Bruder Sidney schrieb. Morse ordnete den sofortigen Stopp der Arbeiten an. Cornell baute wiederum eine Maschine, welche den Draht aus den Rohren zog und ihn neu isolierte. Am 27. Dezember 1843 teilte Morse dem Finanzminister mit, dass er Fisher entlassen habe. Gale hatte aus Gesundheitsgründen die Zusammenarbeit aufgegeben, so dass sich Morse nur noch auf Vail stützen konnte.
Morse bat Cornell, die Arbeiten ruhen zu lassen, bis er eine Idee hätte, wie dem Problem beizukommen sei. Außerdem dürfe nichts davon an die Öffentlichkeit dringen. Cornell verbrachte den Winter in Washington und las Bücher über Elektrizität und Magnetismus in der Bücherei des Patentbüros und der Library of Congress. Seine Lektüre überzeugte ihn, dass die unterirdische Verlegung unbrauchbar war und die Drähte oberirdisch an Pfosten mit Glas-Isolatoren befestigt werden sollten. Morse stimmte zu.

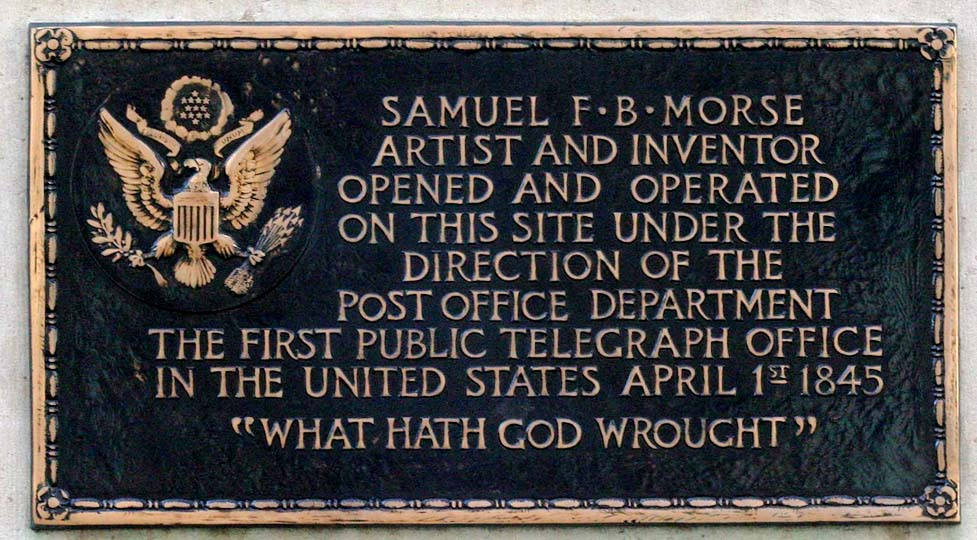
Erinnerungsplakette an die erste Telegrafenstation

Im Frühjahr 1844 begannen sie mit dem Bau der oberirdisch an Telegrafenmasten geführten Leitungen. Über diese Leitung telegrafierte Samuel Morse am 24. Mai 1844 die erste elektrische Nachricht mittels seines Morsealphabets (siehe auch: Amerikanischer Morsecode). Der Inhalt der Nachricht lautete: „What hath God wrought?“ (Was hat Gott getan?) (Num 23,23 ). Samuel Morse sendete vom Zimmer des Supreme Court im Kapitol und Alfred Vail bestätigte den Empfang am Bahnhof in Baltimore.

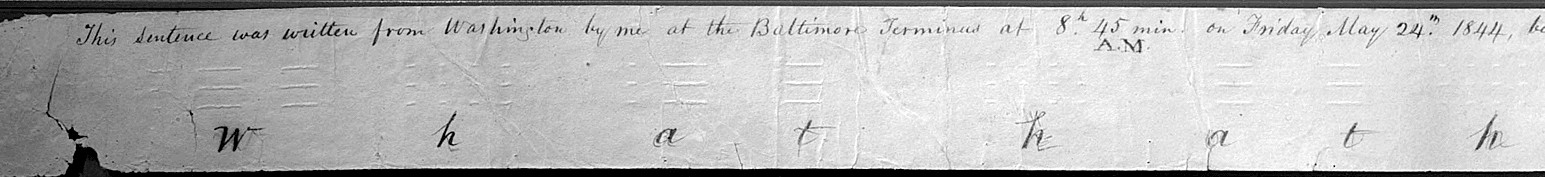
Original-Papierstreifen (Ausschnitt) des ersten Telegramms. Der Abdruck durch den Stahlstift mit einem Punkt-Strich-Code ist zu erkennen.

Morse sah den Telegrafen als natürliches Zusatzgerät für die Post an und bot sein Patent der Regierung zum Kauf für 100.000 Dollar an. Präsident James K. Polk war von dem Telegrafen begeistert, aber er benötigte die Zustimmung des Kongresses. Der Postmaster General, Cave Johnson, fürchtete um die Folgekosten für den Unterhalt. So kam die amerikanische Telegrafie in die Hände von privaten Investoren. Im Frühjahr 1845 wählte Morse Amos Kendall, den früheren Postmaster-General, zu seinem Agenten. Vail und Gale stimmten zu. Im Mai gründeten Kendall und F. O. J. Smith die Magnetic Telegraph Company und dehnten die Telegrafenlinie von Baltimore nach Philadelphia und weiter nach New York aus.

### Späte Jahre
1847 erwarb Morse in der Town of Poughkeepsie im Hudson Valley den Landsitz Locust Grove, der von dem Architekten Alexander Jackson Davis entworfen wurde und den er bis an sein Lebensende als Sommerresidenz nutzte. Kurze Zeit später kaufte er ein Haus in New Yorks 22nd Street, wo er die Wintermonate verbrachte. An dem Haus wurde nach seinem Tod ein Marmor-Schild angebracht, auf dem zu lesen war: „In this house S. F. B. Morse lived for many years and died.“ (In diesem Haus lebte S. F. B. Morse viele Jahre und ist gestorben.)
Ein Gericht entschied 1853, dass alle amerikanischen Firmen, welche die Telegrafie nutzen, an Morse Lizenzgebühren bezahlen müssen. Von 1857 bis 1858 beriet Morse Cyrus W. Field als Ingenieur bei der Verlegung des ersten Transatlantik-Kabels. Das Kabel wurde nach wenigen Betriebswochen unbrauchbar, weil Wildman Whitehouse mit zu hohen Spannungen morste.
1859 ging seine Magnetic Telegraph Company in Fields American Telegraph Company auf. 1865 war Morse einer der Gründer und Treuhänder des Vassar College. Von 1866 bis 1868 lebte er mit seiner Familie in Frankreich und vertrat die USA auf der Weltausstellung Paris 1867.

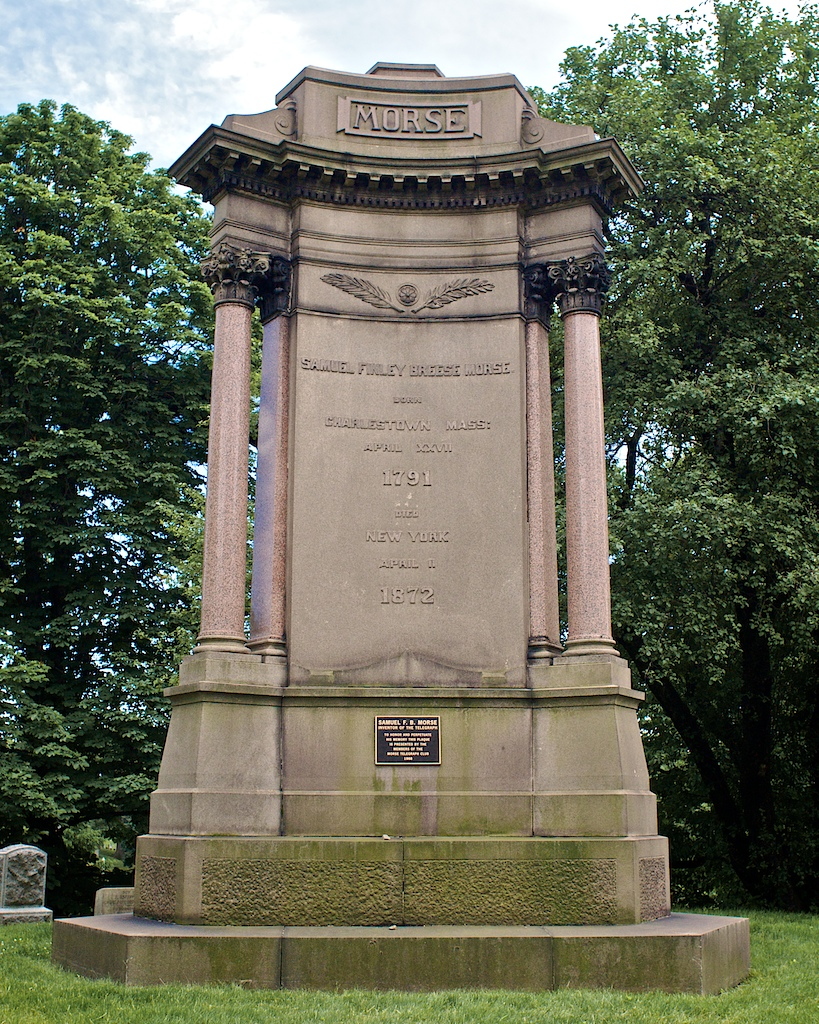
Morses Grabmal in Brooklyn

Samuel Morse starb 1872 und wurde auf dem Green-Wood Cemetery begraben.

### Familie
Am 29. September 1818 heiratete Morse Lucretia Pickering Walker (* 14. November 1798) in Concord, New Hampshire. Sie hatten drei gemeinsame Kinder:
- Susan Walker Morse (* 2. September 1819; † 1885) heiratete 1839 Edward Lind und zog nach Puerto Rico auf seine Zuckerrohrplantage. Lind starb 1882. 1885 hatte Susan die Absicht, für immer nach New York zurückzukehren, ging aber tragischerweise auf See über Bord.
- Charles Walker Morse (* 7. März 1823; † 1887) heiratete Manette Antill Lansing am 15. Juni 1848. Sie hatten vier Kinder.
- Edward James Finley Morse (* 17. Januar 1825; † 1914)[43]

Lucretia starb am 7. Februar 1825 mit 26 Jahren nach der Geburt des dritten Kindes. Die Kinder wuchsen bei Verwandten auf.
Am 9. Juni 1826 starb Morses Vater Jedidiah Morse und am 28. Mai 1828 seine Mutter Elizabeth Ann Finley Breese.
Am 10. August 1848 heiratete Morse Sarah Elizabeth Griswold, in Utica, New York, die Brautjungfer bei der Hochzeit seines Sohnes Charles gewesen war. Sie war 26 Jahre alt, von Geburt an taub und zwei Jahre jünger als seine Tochter Susan. Sie hatten vier weitere Kinder:
- Samuel Arthur Breese Morse (* 24. Juli 1849; † 1876), unverheiratet.
- Cornelia (Leila) Livingston Morse (* 8. April 1851; † 1937), heiratete den Pianisten  Franz Rummel, Jr. (* 1. November 1853 in London; † 2. Mai 1901 in Berlin).[45] Sohn Walter (* 19. Juli 1887 in Berlin) war ebenfalls Pianist.[46] Ihre Mutter starb am 14. November 1901 bei ihr in Berlin.
- Goodrich William Morse (* 31. Januar 1853; † 1933), heiratete Catherine Augusta (Kate) Crabbe.
- Edward Morse Lind (* 29. März 1857; † 1923), wurde wie sein Vater Maler. Er heiratete am 24. Juli 1884 Charlotte Dunning Wood. Nach deren Tod 1888 heiratete er am 16. Oktober 1899 Clara Lounsberry.[47]

## Ehrungen und Auszeichnungen
Morse wurde mit Ehrungen aus aller Welt überschüttet: 1848 zeichnete ihn seine alma mater, das Yale College, mit der Ehrendoktorwürde aus, und danach wurde er zum Mitglied fast aller amerikanischen Wissenschafts- und Kunstakademien ernannt, darunter 1849 der American Academy of Arts and Sciences.
Von europäischen Regierungen und Wissenschafts- und Kunstgesellschaften hat er mehr Ehrungen erfahren als jemals ein Amerikaner vor ihm. 1848 erhielt er vom Sultan der Türkei den Diamanten-Orden „Nishaun Iftioha“. Goldmedaillen für wissenschaftliche Verdienste folgten vom König von Preußen, dem König von Württemberg und dem Kaiser von Österreich. Das Geschenk des preußischen Königs war in einer massiv goldenen Schnupftabakdose eingelassen.
1856 erhielt Morse von Kaiser Napoleon III. das Kreuz des Ritters der Ehrenlegion. 1857 wurde er vom dänischen König zum Ritter des Dannebrogordens ernannt und 1858 sandte ihm die Königin von Spanien den Orden als Großkomtur des Orden de Isabel la Católica. 1859 kamen die Vertreter verschiedener europäischer Mächte in Paris zusammen, um auf Veranlassung von Kaiser Napoleon III darüber zu beraten, wie sie am besten gemeinsam ihre Dankbarkeit gegenüber Professor Morse zum Ausdruck bringen könnten. Beteiligt waren Frankreich, Russland, Schweden, Belgien, Holland, Österreich, Sardinien, die Toskana, die Türkei, und der Heilige Stuhl (der Vatikan). Sie verständigten sich darauf, Professor Morse im Namen ihrer vereinten Regierungen die Summe von 400.000 Francs zukommen zu lassen als Honorar und persönliche Anerkennung seiner Arbeiten.
1856 gaben die Telegrafie-Gesellschaften von Großbritannien ein Bankett zu Ehren Morses in London, dem William Fothergill Cooke vorstand, der selbst ein angesehener Erfinder eines Telegrafie-Systems war.
2002 wurde der Asteroid (8672) Morse nach ihm benannt.

## Veröffentlichungen
Morse veröffentlichte Gedichte und Beiträge im „North American Review“.
- als Herausgeber: Amir Khan, and other poems: the Remains of Lucretia Maria Davidson (New York, 1829), „to which he added a personal memoir“
- Foreign Conspiracy against the Liberties of the United States (1835) ursprünglich veröffentlicht im „New York Observer“
- Imminent Dangers to the Free Institutions of the United States through Foreign Immigration, and the Present State of the Naturalization Laws, by an American, ursprünglich als Beitrag für das „Journal of Commerce“, 1835
- anonym veröffentlichte er 1854: Confessions of a French Catholic Priest, to which are added Warnings to the People of the United States, by the same Author („edited and published with an introduction“, 1837)
- Our Liberties defended, the Question discussed, is the Protestant or Papal System most Favorable to Civil and Religious Liberty? (1841)

## Rezeption in der Kunst
Der Büchnerpreisträger Jan Wagner schrieb ein Gedicht mit dem Titel zu ehren von samuel finley breese morse, 1791–1872.